# 王翦
王翦（？—？），战国时期秦国名将，关中频阳东乡（今陕西富平东北）人，主要战绩：破赵国都城邯郸，消灭燕和赵；以秦国绝大部分兵力消灭楚国後，接著率領平楚大军南下平定百越。王翦與白起、廉頗、李牧並稱戰國四大名將。其曾孫是琅琊王氏和太原王氏的始祖。

## 生平
秦王政十一年（公元前236年），領兵攻破趙國閼與（今山西和順縣），奪取趙漳水流域。秦王政十九年（前228年），破趙軍，攻佔邯鄲。趙幽繆王獻出地圖投降，趙國滅亡。
秦王政二十三年（公元前224年），秦王召集群臣，商議滅楚大計，王翦認為“非六十萬人不可”，李信則認為“不過二十萬人”便可打敗楚國，秦王大喜，認為王翦老不堪用，便派李信和蒙恬率兵二十萬，南下伐楚。王翦因此稱病辭朝，回歸故里。
不久，楚軍故意示弱，且戰且退，保留精銳部隊從後突襲李信，大破秦軍兩營兵力，斬殺秦軍七個都尉，是為秦滅六國期間少有的敗仗之一。秦軍告急之下，秦王親自馳往頻陽，復用王翦，秦王自送霸上，王翦因手握六十萬重兵，出征時向秦王「請美田宅園池甚眾」、「以請田宅為子孫業耳」，秦王大笑；出關前，又連續五次求賜美田，連部下也開始擔心會不會太過份，王翦才说出了自己的用意：「夫秦王怚而不信人。今空秦国甲士而专委於我，我不多请田宅为子孙业以自坚，顾令秦王坐而疑我邪？」意思是說秦王嬴政生性多疑，如今秦國全國士兵盡交到自己手中，此時唯有向秦王諸多要求，才可以表明自己除了金錢以外別無他求，借此消除秦王怕他擁兵自立的疑懼。
秦王政二十三年（公元前224年）王翦領兵伐楚，大軍抵達楚國國境之後整整一年堅壁不出，六十萬士兵都囤積起來休養生息，甚至每天比賽投石以作娛樂。楚軍因為兵少而無可奈何，一年後終於按捺不住，正當楚軍在調動之際，王翦就率兵出擊大破楚軍，殺項燕於蘄，虜楚王負芻，平定楚國。隨後又南征百越，取得勝利。王翦之子王賁，也以戰功著名，燕國即為王翦、王賁兩父子所破。孙王离，钜鹿之战中被项羽俘虏。
西漢司馬遷認為王翦作为秦国将领，平定六国，功绩卓著，秦始皇尊其为师，可是他不能辅佐秦始皇建立德政，以巩固国家根基，和白起比較可謂是「尺有所短，寸有所長」。

## 家庭
- 子：王贲，秦始皇统一六国时主要战将，曾水淹大梁，灭魏；直抵临淄，灭齐。因功封通武侯。后随秦始皇东巡琅邪。
- 孙：王离，字明，继其父为秦将，率兵戍边备匈奴。秦末农民起义爆发，率兵南下，后被项羽所杀。
- 曾孙：王元、王威。

## 后世地位
- 唐朝建中三年（782年），礼仪使颜真卿向唐德宗建议，追封古代名将六十四人，并为他们设庙享奠，当中就包括“秦将王翦”。同时代被列入庙享名单的有：孙膑、田单、赵奢、廉颇、李牧。
- 宋代宣和五年（1123年），宋室依照唐代惯例，为古代名将设庙，七十二位名将中亦包括王翦。在北宋年间成书的《十七史百将传》中，王翦亦位列其中。

## 评价
- 司马迁：“王氏、蒙氏功为多，名施于后世。”“王翦为秦将，夷六国，当是时，翦为宿将，始皇师之，然不能辅秦建德，固其根本，偷合取容，以至筊身。”（《史记·白起王翦列传第十三》 ）
- 班固：“若秦因四世之胜，据河山之阻，任用白起、王翦豺狼之徒，奋其爪牙，禽猎六国，以并天下。穷武极诈，士民不附，卒隶之徒，还为敌仇，猋起云合，果共轧之、急城杀人盈城，争地杀人满野。孙、吴、商、白之徒，皆身诛戮于前，而国灭亡于后。报应之势，各以类至，其道然矣。”（《汉书·卷二十三·刑法志》）
- 司马贞：“白起、王翦，俱善用兵。递为秦将，拔齐破荆。赵任马服，长平遂阬。楚陷李信，霸上卒行。贲、离继出，三代无名。”
- 杜牧：“周有齐太公，秦有王翦，两汉有韩信、赵充国、耿恭、虞诩、段颎，魏有司马懿，吴有周瑜，蜀有诸葛武侯，晋有羊祜、杜公元凯，梁有韦睿，元魏有崔浩，周有韦孝宽，隋有杨素，国朝有李靖、李勣、裴行俭、郭元振。如此人者，当此一时，其所出计画，皆考古校今，奇秘长远，策先定於内，功后成於外。”（《注孙子序》）
- 苏轼：“善用兵者，破敌国，当如小儿毁齿，以渐摇撼，而后取之，虽小痛而能堪也。若不以渐，一拔而得齿，则取齿适足以杀儿。王翦以六十万人取荆，此一拔取齿之道也。秦亦惫矣，二世而败，坐此也夫。”（《苏轼集》）
- 李复：“少李轻兵去不回，荆人胜气鼓如雷。将军料敌元非怯，能使君王促驾来。”
- 陈元靓：“周凤不鸣，秦虎方视。将争善战，图一得志。破赵匪难，取燕孔易。战乃既败，频伤无愧。秦兵载授，祖龙服义。菩田亟读，深谋自遗。六十万卒，恒恒暨暨。乃献负过，终平楚地。”（《事林广记后记》）
- 張預《十七史百将传》：“孙子曰：‘识众寡之用者胜。’翦谓伐荆当用六十万人。又曰：‘谨养勿劳，并气积力。’翦坚壁休士，投石超距而后用是也。”
- 黄道周：“王翦事秦，论荆明果。六十万人，缺一不可。李信少年，以毛赴火。兵败再兴，其计已左。空国伐人，其不疑我。美宅田园，故请琐琐。大国虽伤，其中犹夥。士卒投超，尚思闪躲。兵去追奔，万全方妥。为将阴残，一世坎坷。三世不详，王离被虏。”（《广名将传》）
- 邓廷罗：“古之善用众者，莫如王翦、韩信。”（《兵镜或问》）
- 《千字文》：“起翦颇牧，用军最精。宣威沙漠，驰誉丹青。”

## 藝術形象

### 影视
- 2001年無綫電視電視劇《尋秦記》 ：郭政鸿饰演
- 2017年电视剧《秦时丽人明月心》：卢杰君饰演
- 2020年电视剧《大秦赋》：尤勇饰演

### 動漫
- 王者天下（原泰久）
- 東周英雄傳之貪財將軍（鄭問）

## 延伸阅读
[在维基数据编辑]
 《史記/卷073》，出自司馬遷《史記》
 《資治通鑑/卷007》，出自司馬光《資治通鑑》
 在维基共享资源阅览影像